# 林伴子
林 伴子（はやし ともこ、1965年3月9日 - ）は、日本の内閣府官僚、エコノミスト。アベノミクスの2％物価安定目標を設定した政府・日本銀行共同声明の内閣府における作成責任者。主な著書に『インフレ目標と金融政策』（伊藤隆敏コロンビア大学教授との共著、2006年）、『マクロ経済政策の「技術」』（2003年）。景気循環学会副会長、日本経済学会所属。

## 来歴
東京都出身、1986年国家公務員一種試験（経済）合格、1987年3月東京大学卒業、同年4月経済企画庁入庁、総合計画局計画課配属。1994年6月ロンドン・スクール・オブ・エコノミクス（LSE）経済学修士号取得。1995年調整局国際経済第二課課長補佐、1997年調整局調整課課長補佐。
1998年、フランス・パリの経済協力開発機構（OECD）日本政府代表部一等書記官に赴任。OECD経済動向審査委員会（Economic Development Review Committee）の日本政府常駐代表を務め、OECD加盟各国の経済政策審査を担当、同委員会のビューロー・メンバー（幹事会）に選挙で選ばれ、委員会の運営にも関与。この経験から、経済専門誌「経済セミナー」（日本評論社）に「マクロ経済政策の『技術』！」を連載（2002年6月から2003年5月号まで）。
2001年帰国、国際協力銀行開発金融研究所副主任研究員、2002年同研究所主任研究員。2003年内閣府経済社会総合研究所主任研究官。
2004年内閣府政策統括官（経済社会システム担当）参事官（総括担当）付企画官併任、2005年内閣府政策統括官（経済財政運営担当）付参事官（国際経済担当）（旧経済企画庁調整局国際経済第一・第二課長）、2006年内閣府歳出・歳入一体改革補佐室参事官併任、経済財政諮問会議の運営、「骨太の方針」策定に従事。APEC経済委員会副議長（2006～2008年）。
2008年内閣府政策統括官（経済財政分析担当）付参事官（海外担当）（旧経済企画庁調査局海外調査課長）、2011年内閣府政策統括官（経済財政運営担当）付参事官（経済対策・金融担当）（旧経済企画庁調整局調整課長）、2012年12月26日に発足した第2次安倍政権のもとで、担当課長として2013年1月22日の「政府・日本銀行の共同声明」を財務省、日本銀行とともに作成。
2013年8月内閣府政策統括官（経済社会システム担当）付参事官（総括担当）（旧経済企画庁総合計画局計画課長）、2014年内閣官房副長官補室内閣参事官（内政総括担当）、同室内閣審議官（内政総括担当）を経て、2016年内閣府大臣官房審議官（経済財政分析担当）（旧経済企画庁調査局審議官）、2019年内閣府政策立案総括審議官 。2019年11月OECD経済政策委員会日本政府首席代表、同委員会副議長に選出・就任。
2020年内閣府男女共同参画局長 。「第5次男女共同参画基本計画」、「女性デジタル人材育成プラン」、男女間賃金格差開示義務化を定めた「女性版骨太の方針2022」等の策定に従事。日本の家族の姿が実態として多様化していることをデータで明らかにして「もはや昭和ではない」とした「令和4年版男女共同参画白書」をとりまとめ。2022年6月、内閣府経済社会総合研究所次長（局長級）。
2023年7月、官庁エコノミストのトップである内閣府政策統括官 (経済財政分析担当) （旧経済企画庁調査局長）に就任 。毎月、総理官邸で開催される月例経済報告等に関する関係閣僚会議で総理・関係閣僚、与党幹部等に日本及び海外の経済情勢について報告を行うとともに、「経済財政白書」、「日本経済レポート」（ミニ白書）、「世界経済の潮流」、「地域の経済」、「地域経済課題レポート」等の政府の各種経済分析レポートを執筆、とりまとめ。2025年7月退官、内閣府経済社会総合研究所顧問に就任。
国家公務員としての勤務と並行して、2010年から15年以上にわたり東京大学公共政策大学院（GraSPP）で日本経済・マクロ経済政策に関する日本語・英語それぞれの授業を担当し、日本及び海外の政府・中央銀行、民間企業、シンクタンク等で活躍する多数の人材を育てている。